# Henry Dallas Helmcken
Pour les articles homonymes, voir Helmcken.
Henry Dallas "Harry" Helmcken (23 décembre 1859-1912) est un homme politique canadien de la Colombie-Britannique. Il est député provincial indépendant de la circonscription britanno-colombienne de Victoria City de 1894 à 1903.

## Biographie
Fils de John Sebastian Helmcken, promoteur de l'entrée de la Colombie-Britannique dans la Confédération canadienne, Helmcken étudie à la Nest Academy de Jedburgh en Écosse, à l'université d'Édimbourg, à l'université de Londres et à l'Osgoode Hall Law School de Toronto. Il est directeur du Royal Jubilee Hospital de Victoria.